# 쪽발이
쪽발이 또는 쪽바리는 일본 사람을 비하하여 부르는 말이다. 앞부분이 둘로 갈라진 짐승의 발인 '쪽발'에서 유래하였다.

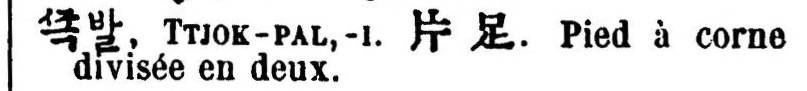
【사전 코랭 프랑세즈】1880년

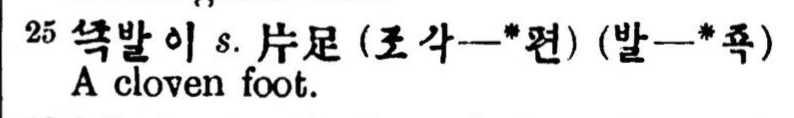
【한국어 영어 사전】1897년

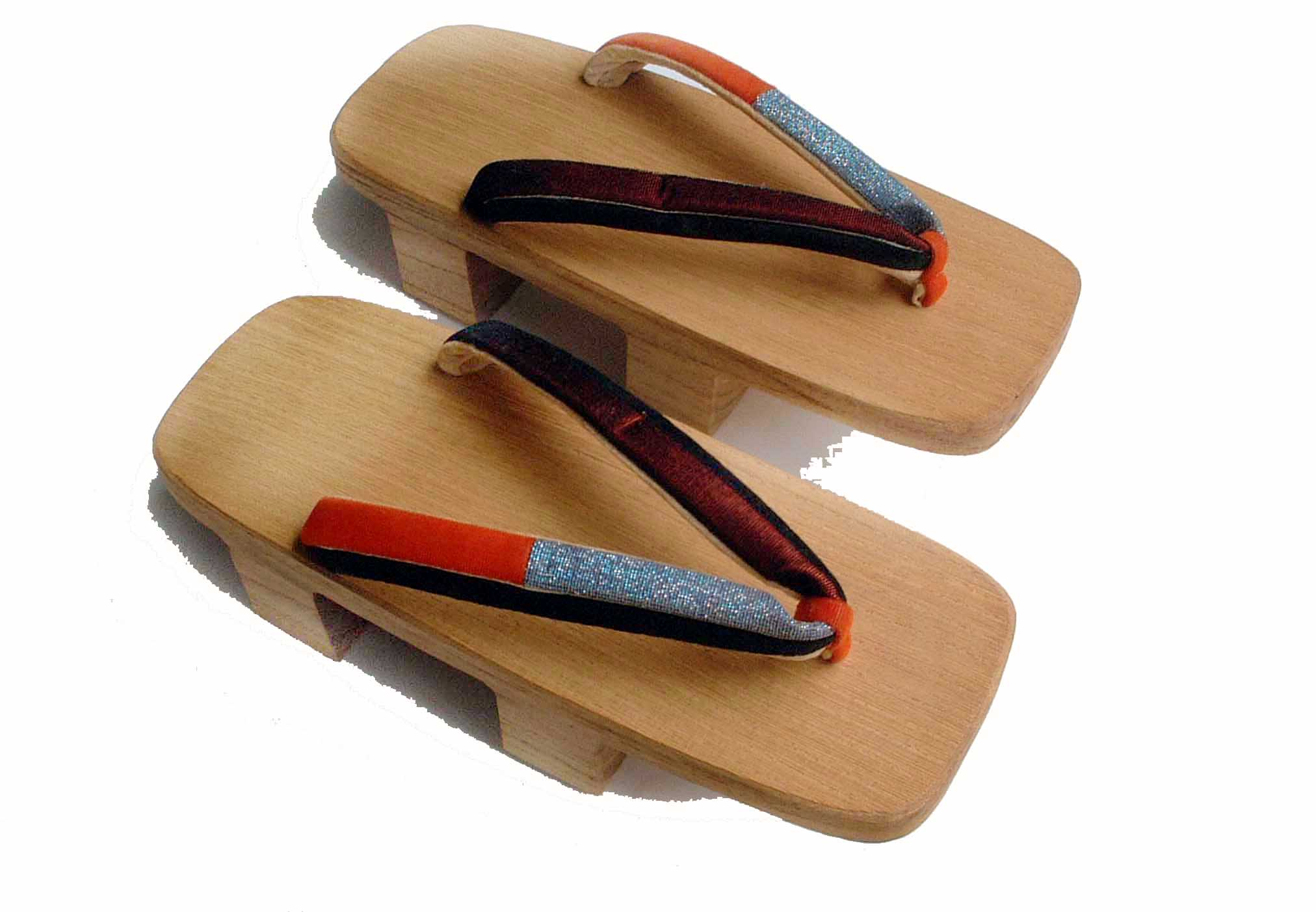
일본 전통 신발 한 켤레 게타. 한국의 전통 신발과 달리 게타는 엄지발가락과 다른 네 발가락을 분리한다.

이 말에는 엄지발가락과 나머지 발가락이 따로 들어가도록 앞부분이 나뉜 신발, 버선 또는 이를 신는 사람, 즉 일본인을 소나 돼지와 같이 발굽이 두 개로 갈라진 동물의 발(쪽발)에 빗대어 비하하는 뜻이 내포되어 있다.
중세 시대의 협소한 농경지를 보유한 일본 열도에서 식생활의 피폐함이 문제가 되어서, 키가 작고 체구도 왜소한데 절뚝거리며 걷는 영양 실조가 대대로 유전된 듯한 사람을 묘사한 비하이기도 하다. 가난한 형편이어서 비가 오지 않는 맑은 날에도 나막신만 신고 다녀야 했던, 하층민을 비하하던 딸깍발이라는 표현과 어감이 유사하다.

## 같이 보기
- 왜구
- 르번구이쯔
- 샤오르번
- 잽
- 짱꼴라
- 짱깨
- 증오언설
- 다비 (의상)

## 참고 문헌
- 국립국어원 표준국어대사전
- 『Dictionnaire coréen-français』 1880년 파리 외방전교회
- 『Korean English dictionary』 1897년 제임스 게일